# Deshawon Nembhard
Deshawon Nembhard (Corozal Town, 8 ottobre 1994) è un calciatore beliziano, difensore svincolato della nazionale beliziana.

## Carriera

### Club
Ha giocato nelle serie minori statunitensi.

### Nazionale
Il 25 marzo 2021 ha esordito con la nazionale beliziana giocando l'incontro perso 2-0 contro Haiti, valido per le qualificazioni al campionato mondiale di calcio 2022.

## Statistiche

### Cronologia presenze e reti in nazionale
| Cronologia completa delle presenze e delle reti in nazionale ― Belize | Cronologia completa delle presenze e delle reti in nazionale ― Belize | Cronologia completa delle presenze e delle reti in nazionale ― Belize | Cronologia completa delle presenze e delle reti in nazionale ― Belize | Cronologia completa delle presenze e delle reti in nazionale ― Belize | Cronologia completa delle presenze e delle reti in nazionale ― Belize | Cronologia completa delle presenze e delle reti in nazionale ― Belize | Cronologia completa delle presenze e delle reti in nazionale ― Belize |
| Data                                                                  | Città                                                                 | In casa                                                               | Risultato                                                             | Ospiti                                                                | Competizione                                                          | Reti                                                                  | Note                                                                  |
| --------------------------------------------------------------------- | --------------------------------------------------------------------- | --------------------------------------------------------------------- | --------------------------------------------------------------------- | --------------------------------------------------------------------- | --------------------------------------------------------------------- | --------------------------------------------------------------------- | --------------------------------------------------------------------- |
| 25-3-2021                                                             | Port-au-Prince                                                        | Haiti                                                                 | 2 – 0                                                                 | Belize                                                                | Qual. Mondiali 2022                                                   | -                                                                     |                                                                       |
| 30-3-2021                                                             | San Cristóbal                                                         | Belize                                                                | 5 – 0                                                                 | Turks e Caicos                                                        | Qual. Mondiali 2022                                                   | 1                                                                     |                                                                       |
| 4-6-2021                                                              | Managua                                                               | Nicaragua                                                             | 3 – 0                                                                 | Belize                                                                | Qual. Mondiali 2022                                                   | -                                                                     |                                                                       |
| Totale                                                                |                                                                       | Presenze                                                              | 3                                                                     |                                                                       | Reti                                                                  | 1                                                                     |                                                                       |